# De schippers van de Kameleon (boek)
De schippers van de Kameleon is het eerste deel uit boekenreeks De Kameleon van schrijver Hotze de Roos. De illustraties zijn van Gerard van Straaten, nadat de eerste druk werd geïllustreerd door Pol Dom. De eerste editie kwam uit in 1949 en is verschillende malen herdrukt.
Het boek is later verfilmd door filmmaker Steven de Jong, met enkele wijzigingen in het verhaal. Zo is buurjongen Cor Bleeker vervangen door een buurmeisje.

## Verhaal
Hielke en Sietse, de tweeling van de smid Klinkhamer, wonen in het dorp Lenten. Het dorp ligt aan een groot meer waar de mooiste boten varen. De tweeling wil niets liever dan zelf uit varen gaan. Die wens komt uit als op een dag een oude opduwer strandt in de vaart achter de smederij. Na aandringen door de jongens neemt Klinkhamer de oude boot van de eigenaar over.
Wanneer later het dorp getroffen wordt door een windhoos redden de jongens de dokter uit zijn auto die te water is geraakt. Als dank schenkt de dokter de kapotte auto aan de jongens, die de motor in hun boot bouwen. Hierdoor krijgen ze een krachtige motorboot die niet onder doet voor de snelste speedboot. Het avontuur kan beginnen, maar niet voordat het bootje een naam heeft.
H. de Roos: 1. De schippers van de Kameleon · 2. Kameleon, ahoy! · 3. Redders met de Kameleon · 4. Speurders met de Kameleon · 5. De Kameleon op volle toeren · 6. De Kameleon houdt koers · 7. Goede vaart, Kameleon · 8. Trossen los, Kameleon · 9. De Kameleon in 't zoeklicht · 10. De Kameleon opnieuw in actie · 11. De Kameleon in de branding · 12. Vivat, Kameleon! · 13. De Kameleon blijft favoriet! · 14. De Kameleon wint de prijs! · 15. De Kameleon brengt geluk! · 16. Bravo, Kameleon! · 17. Vakantie met de Kameleon · 18. De Kameleon viert feest! · 19. Tip top, Kameleon · 20. De Kameleon schiet te hulp · 21. Trouwe vrienden van de Kameleon · 22. De Kameleon staat voor niets! · 23. Met de Kameleon erop los! · 24. De Kameleon altijd paraat · 25. De Kameleon slaat zijn slag · 26. De Kameleon pakt aan! · 27. Ruim baan, Kameleon · 28. De Kameleon vaart uit! · 29. De Kameleon treft doel! · 30. Volle kracht, Kameleon! · 31. Met de Kameleon op avontuur · 32. De Kameleon maakt schoon schip · 33. De Kameleon knapt het op! · 34. Met de Kameleon vooruit · 35. De Kameleon steekt van wal · 36. De Kameleon doet een goede vangst! · 37. De vlag in top voor de Kameleon · 38. De Kameleon in de storm · 39. Alle hens aan dek, Kameleon! · 40. De Kameleon krijgt nieuwe vrienden · 41. Op reis met de Kameleon! · 42. De Kameleon heeft succes · 43. De Kameleon vaart voorop! · 44. Lang leve de Kameleon! · 45. De Kameleon helpt altijd! · 46. De Kameleon ruikt onraad · 47. De Kameleon geeft vol gas · 48. De Kameleon maakt plezier · 49. De Kameleon ligt op de loer · 50. De Kameleon in het goud · 51. De Kameleon houdt stand! · 52. De Kameleon vaart door · 53. De Kameleon gooit het roer om · 54. Recht door zee, Kameleon · 55. De Kameleon op dreef · 56. De Kameleon in woelig water · 57. Met de Kameleon voor de wind · 58. De Kameleon heeft goed nieuws · 59. De Kameleon draagt zijn steentje bij · 60. De Kameleon maakt het helemaal 

P. de Roos: 61. De Kameleon slaat alarm · 62. De Kameleon stuurloos · 63. De Kameleon op jacht · Fred Diks: 64. De Kameleon scoort! · 65. Zet 'm op, Kameleon! · 66. De Kameleon lost het op · B.M. de Roos: 67. De Kameleon is terug! · 68 Knallen met de Kameleon